# Gusanagyugh
Gusanagyugh es una localidad situada en la provincia de Shirak, en Armenia. Tiene una población estimada, a inicios de 2012, de 1056 habitantes.
Está ubicada al suroeste de la provincia, a poca distancia del río Akhurian —afluente del río Aras— y de la frontera con Turquía y la provincia de Aragatsotn.